# Kraftwerk Julián Romero
Das Kraftwerk Julián Romero (spanisch Central hidroeléctrica Julián Romero) ist ein Wasserkraftwerk in der Provinz Río Negro, Argentinien. Es liegt am östlichen Rand der Stadt Cinco Saltos an einem Kanal, der bei der Ortschaft Barda del Medio vom Río Neuquén abzweigt. Ungefähr 10 km kanalabwärts liegt das Kraftwerk Cipolletti.
Die installierte Leistung des Kraftwerks beträgt mit zwei Turbinen 5,52 MW. Die durchschnittliche Jahreserzeugung liegt bei 40 Mio. kWh. Die Fallhöhe beträgt 13,67 m. Der maximale Durchfluss liegt bei 55 m³/s.